# Linas & Simona
Linas & Simona was een Litouws muziekduo.

## Biografie
Linas Adomaitis (1976) en Simona Jakubėnaitė (1984) zijn vooral bekend vanwege hun overwinning in de Litouwse nationale voorronde voor het Eurovisiesongfestival 2004. Met What's happened to your love mochten ze aldus Litouwen vertegenwoordigen in Istanboel. Daar eindigden ze als zestiende in de halve finale, waardoor ze uitgeschakeld werden. Nadien zouden ze nog een album opnemen met Ruslana, de winnares van het Eurovisiesongfestival 2004.
1994: Ovidijus Vyšniauskas · 
1999: Aistė Smilgevičiūtė · 
2001: Skamp · 
2002: Aivaras · 
2004: Linas & Simona · 
2005: Laura & The Lovers · 
2006: LT United · 
2007: 4Fun · 
2008: Jeronimas Milius · 
2009: Sasha Son · 
2010: InCulto · 
2011: Evelina Sašenko · 
2012: Donny Montell · 
2013: Andrius Pojavis · 
2014: Vilija Matačiūnaitė · 
2015: Monika Linkytė & Vaidas Baumila · 
2016: Donny Montell · 
2017: Fusedmarc · 
2018: Ieva Zasimauskaitė · 
2019: Jurijus Veklenko · 
2021: The Roop · 
2022: Monika Liu · 
2023: Monika Linkytė · 
2024: Silvester Belt · 
2025: Katarsis